# Scottish Cup 2021-2022
La Scottish Cup 2021-2022 è stata la 137ª edizione del torneo, iniziata il 28 agosto 2021 e terminata il 21 maggio 2022. Il torneo è stato vinto dai Rangers per la trentaquattresima volta nella loro storia e tredici anni dopo l'ultimo successo.

## Formula del torneo
| Turno             | Data              | Numero di incontri | Squadre   | Entrano a questo turno |
| ----------------- | ----------------- | ------------------ | --------- | --- |
| Turno preliminare | 28 agosto 2021    | 11                 | 113 → 102 | 22 squadre della East of SFL, South of SFL e West of SFL                                                                                    |
| Primo turno       | 18 settembre 2021 | 30                 | 102 → 72  | 15 squadre della East of SFL, South of SFL e West of SFL 18 squadre della Highland Football League 16 squadre della Lowland Football League |
| Secondo turno     | 23 ottobre 2021   | 20                 | 72 → 52   | 10 squadre della Scottish League Two |
| Terzo turno       | 27 novembre 2021  | 20                 | 52 → 32   | 10 squadre della Scottish Championship 10 squadre della Scottish League One                                                                 |
| Quarto turno      | 22 gennaio 2022   | 16                 | 32 → 16   | 12 squadre della Scottish Premiership |
| Quinto turno      | 12 febbraio 2022  | 8                  | 16 → 8    | – |
| Quarti di finale  | 12 marzo 2022     | 4                  | 8 → 4     | – |
| Semifinali        | 16-17 aprile 2022 | 2                  | 4 → 2     | – |
| Finale            | 21 maggio 2022    | 1                  | 2 → 1     | – |

## Turno preliminare
Il sorteggio della fase preliminare è stato effettuato il 12 agosto 2021.
| Squadra 1            | Risultato | Squadra 2            |
| -------------------- | --------- | -------------------- |
| 28 agosto 2021       |           |                      |
| Blackburn Utd        | 2 – 1     | Easthouses Lily MW   |
| Burntisland Shipyard | 1 – 1     | Dalkeith Thistle     |
| Dunbar Utd           | 3 – 1     | Broxburn Athletic    |
| Dundonald Bluebell   | 1 – 3     | Penicuik Athletic    |
| Hawick Royal Albert  | 0 – 2     | Golspie Sutherland   |
| Irvine Meadow        | 2 – 1     | Musselburgh Athletic |
| Jeanfield Swifts     | 4 – 1     | Whitehill Welfare    |
| Linlithgow Rose      | 1 – 2     | Banks O'Dee          |
| Newton Stewart       | 1 – 3     | Coldstream           |
| Preston Athletic     | 2 – 0     | Threave Rovers       |
| Tynecastle           | 4 – 2     | Girvan               |

### Replay
| Squadra 1        | Risultato       | Squadra 2            |
| ---------------- | --------------- | -------------------- |
| 4 settembre 2021 |                 |                      |
| Dalkeith Thistle | 3 – 3 (6-5 dtr) | Burntisland Shipyard |

## Primo turno
Il sorteggio della primo turno è stato effettuato il 29 agosto 2021.
| Squadra 1            | Risultato | Squadra 2               |
| -------------------- | --------- | ----------------------- |
| 17 settembre 2021    |           |                         |
| East Stirlingshire   | 3 – 0     | Fort William            |
| Cumbernauld Colts    | 1 – 1     | Buckie Thistle          |
| 18 settembre 2021    |           |                         |
| Penicuik Athletic    | 1 – 3     | Tranent Juniors         |
| Banks O'Dee          | 1 – 0     | Turriff Utd             |
| Blackburn Utd        | 1 – 2     | Rothes                  |
| Brechin City         | 5 – 0     | Vale of Leithen         |
| Broomhill            | 6 – 0     | Glasgow University      |
| Caledonian Braves    | 0 – 1     | Stirling University     |
| Clachnacuddin        | 1 – 2     | Dunipace                |
| Clydebank            | 7 – 0     | Dalkeith Thistle        |
| Coldstream           | 1 – 10    | East Kilbride           |
| Deveronvale          | 2 – 2     | Haddington Athletic     |
| Dunbar Utd           | 2 – 0     | Camelon Juniors         |
| Formartine Utd       | 2 – 2     | Cumnock                 |
| Forres Mechanics     | 0 – 2     | Bonnyrigg Rose          |
| Fraserburgh          | 1 – 2     | Sauchie Juniors         |
| Golspie Sutherland   | 0 – 3     | Civil Service Strollers |
| Huntly               | 3 – 0     | Hill of Beath Hawthorn  |
| Inverurie Loco Works | 0 – 3     | Jeanfield Swifts        |
| Irvine Meadow        | 1 – 3     | Auchinleck Talbot       |
| Keith                | 1 – 2     | Darvel                  |
| Lossiemouth          | 0 – 3     | Preston Athletic        |
| Nairn County         | 4 – 0     | Strathspey Thistle      |
| Newtongrange Star    | 1 – 1     | Dalbeattie Star         |
| Spartans             | 0 – 1     | Gala Fairydean          |
| Tynecastle           | 0 – 6     | Brora Rangers           |
| Wick Academy         | 2 – 2     | Bo'ness Utd             |
| Wigtown & Bladnoch   | 0 – 8     | St. Cuthbert Wanderers  |
| 19 settembre 2021    |           |                         |
| LTHV                 | 2 – 2     | Edinburgh University    |
| 20 settembre 2021    |           |                         |
| Berwick Rangers      | 2 – 1     | Gretna 2008             |

### Replay
| Squadra 1            | Risultato       | Squadra 2         |
| -------------------- | --------------- | ----------------- |
| 25 settembre 2021    |                 |                   |
| Buckie Thistle       | 4 – 1           | Cumbernauld Colts |
| Cumnock              | 1 – 5           | Formartine Utd    |
| Dalbeattie Star      | 3 – 2           | Newtongrange Star |
| Edinburgh University | 0 – 3           | LTHV              |
| Haddington Athletic  | 1 – 1 (5-3 dtr) | Deveronvale       |
| 28 settembre 2021    |                 |                   |
| Bo'ness Utd          | 4 – 1           | Wick Academy      |

## Secondo turno
Il sorteggio del secondo turno è stato effettuato il 19 settembre 2021.
| Squadra 1              | Risultato | Squadra 2               |
| ---------------------- | --------- | ----------------------- |
| 23 ottobre 2021        |           |                         |
| Annan Athletic         | 3 – 1     | Jeanfield Swifts        |
| Banks O'Dee            | 5 – 0     | Nairn County            |
| Berwick Rangers        | 1 – 2     | Stirling Albion         |
| Brechin City           | 2 – 1     | Haddington Athletic     |
| Broomhill              | 0 – 2     | Tranent Juniors         |
| Brora Rangers          | 0 – 0     | Albion Rovers           |
| Cowdenbeath            | 2 – 4     | Civil Service Strollers |
| Dalbeattie Star        | 0 – 0     | Rothes                  |
| Dunbar Utd             | 1 – 1     | LTHV                    |
| East Kilbride          | 4 – 0     | Stirling University     |
| East Stirlingshire     | 0 – 3     | Bonnyrigg Rose          |
| Edinburgh              | 2 – 1     | Bo'ness Utd             |
| Formartine Utd         | 0 – 2     | Forfar Athletic         |
| Kelty Hearts           | 4 – 1     | Buckie Thistle          |
| Preston Athletic       | 0 – 2     | Auchinleck Talbot       |
| Sauchie Juniors        | 2 – 1     | Dunipace                |
| St. Cuthbert Wanderers | 1 – 3     | Gala Fairydean          |
| Stenhousemuir          | 4 – 1     | Huntly                  |
| Stranraer              | 0 – 1     | Darvel                  |
| 25 ottobre 2021        |           |                         |
| Clydebank              | 1 – 1     | Elgin City              |

### Replay
| Squadra 1       | Risultato | Squadra 2       |
| --------------- | --------- | --------------- |
| 30 ottobre 2021 |           |                 |
| Albion Rovers   | 1 – 0     | Brora Rangers   |
| Elgin City      | 1 – 2     | Clydebank       |
| LTHV            | 2 – 1     | Dunbar Utd      |
| Rothes          | 0 – 1     | Dalbeattie Star |

## Terzo turno
Il sorteggio del terzo turno è stato effettuato il 24 ottobre 2021.
| Squadra 1               | Risultato | Squadra 2           |
| ----------------------- | --------- | ------------------- |
| 26 novembre 2021        |           |                     |
| Partick Thistle         | 1 – 0     | Dunfermline         |
| 27 novembre 2021        |           |                     |
| Alloa Athletic          | 5 – 0     | Bonnyrigg Rose      |
| Arbroath                | 3 – 0     | Forfar Athletic     |
| Auchinleck Talbot       | 1 – 0     | Hamilton Academical |
| Ayr Utd                 | 2 – 1     | Albion Rovers       |
| Banks O'Dee             | 2 – 1     | East Fife           |
| Civil Service Strollers | 0 – 3     | Peterhead           |
| Clydebank               | 2 – 0     | Clyde               |
| Cove Rangers            | 2 – 2     | Queen of the South  |
| Dalbeattie Star         | 1 – 2     | East Kilbride       |
| Dumbarton               | 3 – 1     | Sauchie Juniors     |
| Falkirk                 | 1 – 2     | Raith Rovers        |
| Gala Fairydean          | 0 – 1     | Annan Athletic      |
| Inverness               | 1 – 1     | Greenock Morton     |
| Kelty Hearts            | 0 – 0     | Montrose            |
| LTHV                    | 1 – 2     | Edinburgh           |
| Queen's Park            | 0 – 1     | Kilmarnock          |
| Stenhousemuir           | 0 – 2     | Airdrieonians       |
| Stirling Albion         | 4 – 0     | Tranent Juniors     |
| 29 novembre 2021        |           |                     |
| Brechin City            | 1 – 1     | Darvel              |

### Replay
| Squadra 1          | Risultato       | Squadra 2    |
| ------------------ | --------------- | ------------ |
| 4 dicembre 2021    |                 |              |
| Montrose           | 1 – 1 (1-3 dtr) | Kelty Hearts |
| 7 dicembre 2021    |                 |              |
| Greenock Morton    | 1 – 1 (5-4 dtr) | Inverness    |
| Queen of the South | 0 – 3           | Cove Rangers |
| 14 dicembre 2021   |                 |              |
| Darvel             | 2 – 2 (5-4 dtr) | Brechin City |

## Quarto turno
Il sorteggio del quarto turno è stato effettuato il 29 novembre 2021.
| Squadra 1         | Risultato       | Squadra 2       |
| ----------------- | --------------- | --------------- |
| 20 gennaio 2022   |                 |                 |
| Hibernian         | 1 – 0 (dts)     | Cove Rangers    |
| 21 gennaio 2022   |                 |                 |
| Rangers           | 4 – 0           | Stirling Albion |
| 22 gennaio 2022   |                 |                 |
| Auchinleck Talbot | 0 – 5           | Hearts          |
| Aberdeen          | 3 – 0           | Edinburgh       |
| Arbroath          | 3 – 0           | Darvel          |
| Ayr Utd           | 0 – 2           | St. Mirren      |
| Banks O'Dee       | 0 – 3           | Raith Rovers    |
| Clydebank         | 3 – 4 (dts)     | Annan Athletic  |
| Dumbarton         | 0 – 1           | Dundee          |
| Kelty Hearts      | 1 – 0 (dts)     | St. Johnstone   |
| Kilmarnock        | 1 – 2 (dts)     | Dundee Utd      |
| Livingston        | 1 – 0           | Ross County     |
| Motherwell        | 2 – 1 (dts)     | Greenock Morton |
| Partick Thistle   | 1 – 0           | Airdrieonians   |
| Peterhead         | 2 – 2 (5-3 dtr) | East Kilbride   |
| Alloa Athletic    | 1 – 2           | Celtic          |

## Quinto turno
Il sorteggio del quinto turno è stato effettuato il 22 gennaio 2022.
| Squadra 1        | Risultato       | Squadra 2    |
| ---------------- | --------------- | ------------ |
| 12 febbraio 2022 |                 |              |
| Hearts           | 0 – 0 (4-3 dtr) | Livingston   |
| Motherwell       | 2 – 1           | Aberdeen     |
| Partick Thistle  | 0 – 1           | Dundee Utd   |
| St. Mirren       | 4 – 0           | Kelty Hearts |
| Annan Athletic   | 0 – 3           | Rangers      |
| 13 febbraio 2022 |                 |              |
| Arbroath         | 1 – 3           | Hibernian    |
| Celtic           | 4 – 0           | Raith Rovers |
| 14 febbraio 2022 |                 |              |
| Peterhead        | 0 – 3           | Dundee       |

## Quarti di finale
Il sorteggio dei quarti di finale è stato effettuato il 14 febbraio 2022.
| Squadra 1     | Risultato | Squadra 2  |
| ------------- | --------- | ---------- |
| 12 marzo 2022 |           |            |
| Hearts        | 4 – 2     | St. Mirren |
| 13 marzo 2022 |           |            |
| Motherwell    | 1 – 2     | Hibernian  |
| Dundee        | 0 – 3     | Rangers    |
| 14 marzo 2022 |           |            |
| Dundee Utd    | 0 – 3     | Celtic     |

## Semifinali
Il sorteggio delle semifinali è stato effettuato il 14 marzo 2022.
| Squadra 1      | Risultato   | Squadra 2 |
| -------------- | ----------- | --------- |
| 16 aprile 2022 |             |           |
| Hearts         | 2 – 1       | Hibernian |
| 17 aprile 2022 |             |           |
| Celtic         | 1 – 2 (dts) | Rangers   |

## Finale
| Arbitro: | William Collum |

|                     |           |  |
| Jack 94’ Wright 97’ | Marcatori |  |